# Noord-Duits voetbalkampioenschap 1924/25
In 1924/25 werd het negentiende voetbalkampioenschap gespeeld dat georganiseerd werd door de Noord-Duitse voetbalbond.
Hamburger SV werd kampioen en plaatste zich zo voor de eindronde om de Duitse landstitel. Vanaf dit seizoen mocht ook de vicekampioen naar de eindronde. HSV verloor in de eerste ronde van FSV Frankfurt. Altonaer FC 93 versloeg Titania Stettin en werd vervolgens door Duisburger SpV verslagen.

## Deelnemers aan de eindronde
| Club                      | Gekwalificeerd als                         |
| ------------------------- | ------------------------------------------ |
| Hamburger SV              | Kampioen van Groot-Hamburg/Alster          |
| Altonaer FC 1893 VfL      | Kampioen van Groot-Hamburg/Elbe            |
| Schweriner FC 1903        | Kampioen van Lübeck-Mecklenburg            |
| VfR 1907 Harburg          | Kampioen van Noord-Hannover                |
| FV Kilia 1902 Kiel        | Kampioen van Sleeswijk-Holstein/Eider      |
| KSV Holstein Kiel         | Kampioen van Sleeswijk-Holstein/Förde      |
| SV Arminia Hannover       | Kampioen van Zuid-Hannover-Braunschweig I  |
| SV Eintracht Braunschweig | Kampioen van Zuid-Hannover-Braunschweig II |
| SV 1907 Stralsund         | Kampioen van Strelitz-Voor-Pommeren        |
| Bremer SV 1906            | Kampioen van Westkreis-Jade                |
| VfB Komet 1896 Bremen     | Kampioen van Westkreis-Wezer               |

## Eindronde

### Kwalificatie
De wedstrijden werden op 8 en 15 maart gespeeld. Holstein Kiel had een bye omdat ze de Noord-Duitse beker gewonnen hadden. 
|  |                     |       |                       |  |
|  | SV Arminia Hannover | 3 - 1 | VfB Komet 1896 Bremen |  |
|  |                     |       |                       |  |

|  |                |       |                    |  |
|  | Bremer SV 1906 | 0 – 1 | FV Kilia 1902 Kiel |  |
|  |                |       |                    |  |

|  |                    |       |                      |  |
|  | Schweriner FC 1903 | 2 - 6 | Altonaer FC 1893 VfL |  |
|  |                    |       |                      |  |

|  |                   |        |              |  |
|  | SV 1907 Stralsund | 0 - 14 | Hamburger SV |  |
|  |                   |        |              |  |

|  |                  |       |                           |  |
|  | VfR 1907 Harburg | 0 - 1 | SV Eintracht Braunschweig |  |
|  |                  |       |                           |  |

### Finaleronde
| Plaats | Club                      | Wed. | W | G | V | Saldo | Ptn. |
| ------ | ------------------------- | ---- | - | - | - | ----- | ---- |
| 1.     | Altonaer FC 1893 VfL      | 5    | 3 | 1 | 1 | 20:11 | 7:3  |
| 2.     | Hamburger SV              | 5    | 2 | 3 | 0 | 10:6  | 7:3  |
| 3.     | Kieler SV Holstein 1900   | 5    | 2 | 2 | 1 | 11:6  | 6:4  |
| 4.     | SV Arminia Hannover       | 5    | 2 | 1 | 2 | 6:12  | 5:5  |
| 5.     | SV Eintracht Braunschweig | 5    | 1 | 1 | 3 | 9:13  | 3:7  |
| 6.     | FV Kilia 1902 Kiel        | 5    | 0 | 2 | 3 | 7:15  | 2:8  |

|  | Play-off voor de titel, beiden geplaatst voor nationale eindronde |

#### Play-off
Aangezien beide clubs voor de nationale eindronde geplaatst waren werd de finale pas gespeeld nadat beide clubs uitgeschakeld waren. 
|              |              |       |                      |  |
| 15 juni 1925 | Hamburger SV | 2 - 1 | Altonaer FC 1893 VfL |  |
| 15 juni 1925 |              |       |                      |  |